# Madracis formosa
Espèce
Statut de conservation UICN

 LC  : Préoccupation mineure
Statut CITES
Madracis formosa est une espèce de coraux appartenant à la famille des Astrocoeniidae ou la famille Pocilloporidae.